# Estaciones marcianas

Estaciones en Marte.

El planeta Marte experimenta diferentes estaciones marcianas durante todo el año equivalentes a las del planeta Tierra. Este fenómeno se debe, al igual que en la Tierra, a la inclinación del ecuador marciano respecto al plano de su órbita, que forman un ángulo de 25,19°.
Debido a que la órbita de Marte es mucho más excéntrica que la de la Tierra, las estaciones de Marte tienen una duración diferente en los hemisferios norte y sur. En el hemisferio norte las estaciones cálidas son 51 días marcianos más largas, por lo que disfruta de un clima más caluroso.

## Determinación de las estaciones
Para determinar las estaciones se utilizan el plano ecuatorial de Marte y el plano de la órbita, ambos planos se cortan señalando una dirección que se llama punto Aries (Vernal) en la Tierra o punto Vernal de Marte cuando la órbita corta ascendentemente el ecuador del planeta. Ambos puntos se toman como origen de las longitudes solares (LS) (aerocéntricas, en honor al dios Ares). 
Las medidas sobre la órbita o de las Ascensiones Rectas As se toman como referencia medidas sobre el Ecuador. 
La primavera comienza en el hemisferio Norte en el equinoccio de primavera cuando el Sol atraviesa el punto Vernal pasando del hemisferio Sur al Norte (Ls=0 y creciendo). En el caso de Marte esto tiene también un sentido climático. Los días y las noches duran igual y comienza la primavera en el hemisferio Norte. Esta dura hasta que LS=90° solsticio de verano en que el día tiene una duración máxima en el hemisferio Norte y mínima en el Sur.
Análogamente, Ls = 90°, 180°, y 270° indican para el hemisferio Norte el solsticio de verano, equinoccio otoñal, y el solsticio invernal, respectivamente mientras que en el hemisferio Sur es al revés. Por ser la duración del año marciano aproximadamente doble que el terrestre también lo es la duración de las estaciones.
La diferencia entre sus duraciones es mayor porque la excentricidad de la órbita marciana es mucho mayor que la terrestre.

## Duración de las estaciones
| Estación          | Estación           | Duración        | Duración        | Estaciones terrestres |
| hemisferio boreal | hemisferio austral | Soles marcianos | Días terrestres | Días terrestres       |
| ----------------- | ------------------ | --------------- | --------------- | --------------------- |
| primavera         | otoño              | 194             | 199             | 92,9                  |
| verano            | invierno           | 178             | 183             | 93,6                  |
| otoño             | primavera          | 143             | 147             | 89,7                  |
| invierno          | verano             | 154             | 158             | 89,1                  |

Actualmente el hemisferio Norte goza de un clima más benigno que el hemisferio Sur[cita requerida]. La razón es evidente: el hemisferio Norte tiene otoños e inviernos cortos (143 y 154 días respectivamente) y además cuando el Sol está en el perihelio lo cual dada la excentricidad de la órbita del planeta, hace que sean más benignos. Además la primavera y el verano son largos (194 y 178 días respectivamente), pero estando el Sol en el afelio son más fríos que los del hemisferio Sur.
Para el hemisferio Sur la situación es la inversa. Hay pues una compensación parcial entre ambos hemisferios debido a que las estaciones de menos duración tienen lugar estando el planeta en el perihelio y entonces recibe del Sol más luz y calor. Debido a la retrogradación del punto Vernal y al avance del perihelio, la situación se va decantando cada vez más.
En 2.940 años terrestres, el perihelio se alineará al solsticio de invierno[cita requerida]. Carl Sagan propuso en 1971, para conciliar la evidente erosión hídrica con la actual escasez de vapor de agua, la teoría del "largo invierno"[cita requerida]. Con la alineación del perihelio al solsticio de invierno, tendremos para el hemisferio Norte, cortos inviernos y muy benignos (por su proximidad al perihelio) y largos veranos. Al revés en el hemisferio Sur. Ello provocaría que el extenso y grueso casquete polar Norte, sea transferido a través de la atmósfera, al casquete polar Sur. En la operación, la mayor parte de los hielos de agua y CO2 se encontrarían en forma de vapor en la atmósfera, produciendo un efecto invernadero. Se elevaría la temperatura superficial, aumentaría la presión y durante unos pocos miles de años se interrumpiría el "largo invierno" para dar lugar a una "corta primavera". Al cabo de 27.850 años la situación se invertiría.